# ۷۰۰ (خورشیدی)
۷۰۰ هفتصدمین سال هجری خورشیدی است.